# Verin Sasnashen
Verin Sasnashen là một đô thị thuộc tỉnh Aragatsotn, Armenia. Dân số ước tính năm 2011 là 381 người.